# FK Velež Mostar
FK Velež Mostar är en professionell fotbollsklubb från Mostar i Bosnien och Hercegovina. Klubben grundades år 1922 i Mostar. Klubben räknas som en av de största klubbarna i Bosnien och Hercegovina. Klubben spelar idag på arenan Stadion Rođeni. Klubben har vunnit två Kup Jugoslavije u fudbalu år 1981 och 1986. 

Klubben har kommit till Uefacupen 1974/1975 kvartsfinalen samt Uefacupen 1988/1989 åttondelsfinalen. Klubben har varit 7 gånger i topp 3 av Jugoslaviska förstaligan i fotboll som är det mesta en Bosnisk klubb har gjort. Klubben var också den enda klubben som inte åkte ur den Jugoslaviska förstaligan från 1955 av alla Bosniska klubbar. Idag spelar Velež i Premijer liga Bosne i Hercegovine. Klubben spelade förut på arenan Bijeli Brijeg-stadion.